# Gföhlberg
Gföhlberg är en kulle i Österrike.   Den ligger i distriktet Sankt Pölten-Land och förbundslandet Niederösterreich, i den östra delen av landet, 40 km väster om huvudstaden Wien. Toppen på Gföhlberg är 885 meter över havet, eller 291 meter över den omgivande terrängen. Bredden vid basen är 7,7 km.
Terrängen runt Gföhlberg är huvudsakligen lite kuperad. Närmaste större samhälle är Pyhra, 14,2 km nordväst om Gföhlberg. 
I omgivningarna runt Gföhlberg växer i huvudsak blandskog. Runt Gföhlberg är det ganska glesbefolkat, med 50 invånare per kvadratkilometer.